# Ревяко, Василий Афанасьевич
Василий Афанасьевич Ревяко (бел. Васіль Апанасавіч Равяка; 15 июля 1948, дер. Рабец Хойникского района Гомельской области — 1 июля 2024) — Герой Беларуси (2006), Заслуженный работник сельского хозяйства Республики Беларусь (1999); кандидат сельскохозяйственных наук.

## Биография
Родился 15 июля 1948 года.
Окончил Речицкий сельскохозяйственный техникум (ныне — Речицкий государственный аграрный колледж), затем — Гродненский сельскохозяйственный институт (специальность — учёный-зоотехник); Академию общественных наук при ЦК КПСС (специальность — политолог, преподаватель социально-политических дисциплин).
Трудовую деятельность начал зоотехником-селекционером колхоза «Заозерье» Октябрьского района Гомельской области.
Служил в рядах Вооружённых Сил. Работал заведующим цехом животноводства, заместителем председателя колхоза «Прогресс» Гродненского района, инструктором организационного отдела Гродненского обкома КПБ, первым секретарем Мостовского райкома КПБ.
С 1995 года — председатель сельскохозяйственного производственного кооператива «Прогресс-Вертелишки» Гродненского района.
Депутат Гродненского областного Совета депутатов двадцать шестого созыва, член постоянной комиссии по аграрным вопросам и охране окружающей среды. Член Совета Республики Национального собрания Республики Беларусь, член Постоянной комиссии по международным делам и национальной безопасности.
Скончался 1 июля 2024 года на 76-м году жизни.

## Награды
- Медаль Героя Беларуси (2006) — за исключительные заслуги в социально-экономическом развитии Республики Беларусь[7][8];
- Орден «Знак Почёта»;
- Медаль «За трудовые заслуги»;
- Юбилейная медаль «65 лет Победы в Великой Отечественной войне 1941—1945 гг.»;
- Медаль «60 лет освобождения Республики Беларусь от немецко-фашистских захватчиков»;
- Медаль «65 лет освобождения Республики Беларусь от немецко-фашистских захватчиков»;
- Почётная грамота Совета Министров Республики Беларусь (20 июля 1998) — за многолетнюю и плодотворную работу в сельском хозяйстве, достижение высоких производственных показателей и в связи с 50-летием со дня рождения[9];
- Почётная грамота Национального собрания Республики Беларусь;
- Заслуженный работник сельского хозяйства Республики Беларусь[1].

## Заслуги
- Почётный гражданин города Хойники (2008);
- Имя В. А. Ревяко на Аллее почётных граждан Хойникского района. Аллея расположена в городе Хойники (Гомельская область)[10];
- Одна из экспозиций в музее боевой и трудовой славы Речицкого аграрного колледжа посвящена В. А. Ревяко, окончившему данное учебное заведение[11].